# 天使1/2方程式
『天使1/2方程式』（てんしにぶんのいちほうていしき）は、日高万里による日本の漫画。『花とゆめ』（白泉社）にて2010年から連載を開始し、2018年より「マンガPark」（同社）にて連載中。「秋吉家シリーズ」の1作で、同シリーズの『世界でいちばん大嫌い』の子供世代の恋愛を描いた物語。

## 沿革
『花とゆめ』（白泉社）にて2010年20号から連載されているが、作者の健康上の理由から、同年24号から2011年7号まで中断された。同年8号から、病気がちな作者の体調に配慮して、偶数号のみ掲載という形で連載が再開。2016年12号にて、日高の腱鞘炎の悪化を理由とした休載となることを発表し、休載となる。2018年17号には第43話が読み切りとして掲載され、同年9月1日より同社のアプリ『マンガPark』に移籍し、続きとなる第44話から移籍して連載されている。

## あらすじ
荒れやすい唇にコンプレックスを抱いている高垣ゆい子。ひょんなことから知り合った美少年の下級生・杉本真那から、「その唇、俺が何とかしてみせます」と言われてしまった。それからというもの、ゆい子の放課後は、何かにつけて真那につきまとわれてしまうのだった。

## 登場人物
声は、単行本の初回限定版に付属するドラマCDのもの。

### 主要人物
高垣ゆい子（たかがき ゆいこ）
声 - 花澤香菜
主人公の高校2年生の女の子。ゆるくウェーブのかかったくせ毛の髪型が特徴。荒れやすい唇が最大の悩みであり、小学生の頃にそれをバカにされたのが原因でコンプレックスになっていた。ふとした経緯で知り合った年下の美少年・杉本真那から気に入られ、放課後に唇の荒れ解消法を始めとする美容のアドバイスを受けるうち、彼に恋心を抱くようになるが、彼女自身は年下の美少年である真那に不釣り合いだと悩むあまり、その現状に困惑している。幼少の頃から母親の調理の手伝いをしていたこともあって料理や菓子作りが得意。これが高じて、「唇の荒れ解消法」を真那から教えてもらったお礼として、彼のために毎日のように弁当を作るようになり、真那からは「絶品」と言われている。しかし、その反面、真那のファンである1年の女子たちからは妬まれている。外見は地味ながらもクラスメート達との付き合いはおおむね良好である。単行本5巻にて無事恋人同士になった。4月3日生まれのおひつじ座。血液型B型（ショートストーリーより判明）。
杉本真那（すぎもと まな）
声 - 内山昂輝
高校1年生でゆい子の高校の後輩。銀髪碧眼。この世のものとは思えない美貌の持ち主と言われ、女子達からは「マナ様」と呼ばれて崇め奉られている。家が美容院のため、女性の美容について造詣がある。また、美容院の営業時間終了後に、美容師修行をしている。
『世界でいちばん大嫌い』の主人公であった秋吉（杉本）万葉（声 - 浅川悠）と杉本真紀（声 - 三木眞一郎）の息子。父・真紀がフランス人の血を引いていて、本人もフランス語を話せる。本人いわく性格の9割は母･万葉譲りだが、狙った獲物に喰らいつくその様は、かつての真紀そのもの。髪や瞳などは父方に似たが、顔立ちはどちらかといえば母親似。
ゆい子と接するうちに、彼女に惹かれ、お昼を共にするようになる。ゆい子も真那に恋心を抱いているが、お互いの気持ちに気付いていないため、両片思い状態が続いていた。特に努力をしなくても女の子達からもてるため、女の子の立場や気持ちを察することが苦手でゆい子を泣かせてしまったり、避けられたりすることもあった。その原因が分からずに困惑状態となり、姉のひなや先輩のみちる、友人の夏艶から叱られている。ゆい子に対してはやや独占欲が強い部分が多く見られ、上野やみちるの弟の「くーちゃん」などが彼女に近づくだけで牽制する。3月30日生まれのおひつじ座。血液型B型（ショートストーリーより判明）。

### 高校2年生
滝川類（たきがわるい）、竹下笑（たけしたえみ）
ゆい子のクラスメート達で、仲の良い友人。どちらも彼氏持ちらしい（類の彼氏は作中に登場しているが、笑の彼氏は未登場）。
上野貴士（うえのたかし）
声 - 前野智昭
ゆい子のクラスメートで、ゆい子のマンガ友達。ゆい子が気軽に話せる数少ない男子の一人だが、他のキャラ達と比べて表情の変化に乏しく、何を考えているのかよく分からない所がある。そのためか、クラスメート達からは「変人」と呼ばれることがある。水泳部所属。実はゆい子に想いをよせており、真那とゆい子が両想いになってからも諦めてはいないらしい。しかし、初期の相原の様にゆい子と真那の仲を邪魔したりなどはしない等、ゆい子の気持ちを尊重している。

### 高校1年生
黒峰夏艶（くろみね なつや）
声 - 神谷浩史
真那のクラスメートであり、幼い頃からの友人。端整にして野性的なルックスの持ち主で、真那ほどではないが女子からの人気は高い。真那からは「なっち」と呼ばれている。また、 ゆい子のことに関しては、客観的に見ているため、真那よりもよく彼女の気持ちを理解している。『V・B・ローズ』に登場していた黒峰巳艶と黒峰（市橋）露の息子であり、当人もV・B・ローズの最終話に幼少の姿で登場している。容姿は巳艶の弟・志艶と瓜二つだが、性格は父親似。そのために片思いしている夏奈には全く相手にされていない。A型（ショートストーリーより判明）。
相原 絵里花（あいはら えりか）
真那の熱狂的なファンである女子たちのリーダー格。真那から特別扱いされているゆい子の存在を妬み、ゆい子に嫌がらせを仕掛けているが、同時にそんな自分自身に嫌悪感を抱いてもいる。後にその過激な言動が災いして仲間たちからも見捨てられ、クラスから孤立してしまった。46時間目（単行本第8巻収録）でゆい子に声をかけられた上に捕獲され、真那の数学のノートをきっかけに2人と一緒にお昼ご飯を食べるようになる。48時間目ではすっかりゆい子と打ち解けた様子だが、ゆい子を名前で呼ばずアンタと呼ぶなど素直になれていない。ちなみに真那を当初「マナ様」と呼んでいたが呼びにくいと逆ギレを起こし（単行本第8巻P133）、「杉本君」と呼ぶことで落ち着いている。

### 高校3年生
杉本ひな（すぎもと ひな）
声 - 戸松遥
ゆい子の高校の先輩（3年生）。万葉と真紀の娘で、真那の姉。黒髪碧眼。顔も性格も自他共に認める父親似。弟同様ものすごい美貌の持ち主と言われ、また女性としてはかなり大柄のため、学校中の女子達の憧れの的である。しかし、その一方で父・真紀ゆずりの能天気なところがあり、真那や親友のみちるから呆れられることがある。とはいえ、いざという時には姉としての威厳を見せ、真那に厳しく説教をすることもある。仲のいい友人には、朝の挨拶として頬に「キス」をする習慣があり、みちるやゆい子にしている。『V・B・ローズ』にも幾度か幼少時代が登場している。ちなみに、夏艶いわく「料理は壊滅的」らしい。両親の経営する美容院で働くスタッフの謡司に片思いしている。4月5日生まれのおひつじ座。血液型O型（ショートストーリーより判明）。
本庄みちる（ほんじょう みちる）
声 - 千葉紗子
ひなの友人。真那とひな同様、『世界でいちばん大嫌い』のキャラクター松岡扇子と本庄徹の娘。ひなとつるむ事が多い。また、ひなを通じて真那とも懇意。茶髪で顔は父親似。人相が悪く毒舌家だが、スタイルが良く｢知的｣と評されており、ひな同様学校中の女子達の憧れの的。また、鋭い洞察力の持ち主でもあり、真那がゆい子を泣かせたことを一目で見抜いたこともある。『V・B・ローズ』には登場せず、存在だけが明らかにされている。ひな以外には手を上げない。稀に叔父である和行が経営するカフェを手伝っている。3月31日生まれのおひつじ座。血液型B型（ショートストーリーより判明）。1つ年下の弟がいる。

### その他の登場人物
杉本真紀（すぎもと まき）・杉本万葉（すぎもと かずは）
真那とひなの両親で『世界で一番大嫌い』の主人公たち。夫婦で美容院を経営。当時から全く変わっておらず、子供たちの前でも平気で痴話喧嘩を繰り広げている。万葉はかつて、真紀似のひなが「性格まで杉本に似ませんように」と念じていたが、結局は容姿も性格も父親そっくりになってしまった。
広瀬夏奈（ひろせ かな）
コサージュ作家であり、親の仕事の縁から、ひなたちとは年の離れた友人関係にある。
『V・B・ローズ』では20代前半だったが、40を前にして全く姿が変わっておらずゆい子からは「妖精」と称されるも、枠外には「妖怪」と書かれていた。相変わらず無表情で毒舌家。ゆい子とは身長も足のサイズも同じ。夏艶の片思いの相手だが、彼女が一番大切にしている友人・露の長男であるにも関わらず、見た目が父方の叔父似で中身が父親似であるため、全く相手にしていない。
秋吉 零（あきよし れい）
『世界で一番大嫌い』の登場人物。秋吉家の末っ子。単行本第9巻のショートストーリーに登場。万葉の弟でマナとひなの叔父。マナとは叔父甥の関係よりも兄弟に近い。甥のマナと容姿が似ている。女顔のせいで自分だけが女性に間違えられてしまう事を理不尽に感じて幼少時のマナの髪型をおかっぱにした張本人。
有坂兄妹（ありさかきょうだい）
『VBローズ』の主人公達、城井あげはと有坂紫の子供達。兄：茜（あかね）小3と妹つばめ：小1の兄妹。茜は父親似で若干シスコン気味。つばめは母親似で天然で可愛いもの大好きっ子。

## コラボレーション
2014年8月20日発売の『花とゆめ』18号にて、同誌とハローキティがともに40周年を迎えることを記念し、コラボレートが実施された。同誌のキャラクター風で描かれたハローキティのイラストが使用されたノートが雑誌に付属。本作はゆい子とハローキティがコラボしている。

## 書誌情報
- 日高万里 『天使1/2方程式』、白泉社〈花とゆめコミックス〉、既刊12巻（2024年7月19日現在）
  1. 2011年8月19日発売[10][11]、ISBN 978-4-592-19006-6
  2. 2012年2月20日発売[12]、ISBN 978-4-592-19007-3
  3. 2012年12月20日発売[13]、ISBN 978-4-592-19008-0
  4. 2013年9月20日発売[14][15]、ISBN 978-4-592-19009-7
    - ドラマCD付き初回限定版（同時発売[16]）、ISBN 978-4-592-10554-1

  5. 2014年5月20日発売[17][18]、ISBN 978-4-592-19010-3
  6. 2015年3月20日発売[19]、ISBN 978-4-592-21346-8
  7. 2016年1月20日発売[20]、ISBN 978-4-592-21347-5
    - ドラマCD付き初回限定版（同時発売[21]）、ISBN 978-4-592-10564-0

  8. 2019年3月20日発売[22][23]、ISBN 978-4-592-21348-2
    - SPまんが小冊子付き初回限定版（同時発売[24]）、ISBN 978-4-592-21890-6

  9. 2019年11月20日発売[25]、ISBN 978-4-592-21349-9
    - おまけまんが小冊子付き特装版（同時発売[26]）、ISBN 978-4-592-22721-2

  10. 2020年11月20日発売[27][28]、ISBN 978-4-592-21350-5
    - おまけまんが小冊子2付き特装版（同時発売[29]）、ISBN 978-4-592-22780-9

  11. 2022年7月20日発売[30]、ISBN 978-4-592-22376-4
    - おまけまんが小冊子3付き特装版（同時発売[31]）、ISBN 978-4-592-22867-7

  12. 2024年7月19日発売[32]、ISBN 978-4-592-22493-8
    - おまけまんが小冊子付き特装版（同時発売[33]）、ISBN 978-4-592-23028-1